# IE7Pro
IE7Pro는 브라우저에 제공되는 기능 집합을 개선하기 위한 인터넷 익스플로러 6, 7, 8의 추가 기능이다.
IE7Pro는 탭 강화, 광고 차단기, 플래시 차단기, 마우스 제스처, 인라인 검색, 프라이버시 강화, 온라인 북마크 서비스, 그리스몽키같은 사용자 스크립트 지원, 플러그인 지원을 추가하고 있다. IE7Pro는 여러 언어를 지원하며 사용자 번역으로 추가가 가능하다.
제품 지원은 마이너 버전 2.4.7 이후로 중단되었으며 그 전까지 인터넷 익스플로러 8은 온전히 지원되었다. 이 제품의 지원은 다시 지속되어 새 버전 IE7Pro 2.5.1이 2010년 6월 2일 출시되었다. 그러나 웹사이트의 포럼 링크와 도움말 & FAQ 링크는 모두 죽은 상태이다. 2.4.1 최신 버전 기준으로 IE8와 일부 비호환 문제가 있는데 IE7Pro 아이콘은 상태 표시줄에 표시되지 않으며 플래시 차단기는 동작하지 않는다.